# Діохенес Домінгес
Діохенес Домінгес (ісп. Diógenes Domínguez, 1902 — дата смерті невідома) — парагвайський футболіст, що грав на позиції нападника, зокрема, за клуб «Спортіво Лукеньйо», а також національну збірну Парагваю.

## Клубна кар'єра
Грав за команду «Спортіво Лукеньйо». 

## Виступи за збірну
1925 року дебютував в офіційних матчах у складі національної збірної Парагваю. Протягом кар'єри у національній команді, яка тривала 6 років, провів у її формі 9 матчів, забивши 2 голи.
У складі збірної був учасником трьох Чемпіонатів Південної Америки:
1. Чемпіонату Південної Америки 1925 року в Аргентині, де разом з командою здобув «бронзу»[2];
2. Чемпіонату Південної Америки 1926 року в Чилі, де зіграв в двох поєдинках[3] і разом з командою здобув «бронзу»;
3. Чемпіонату Південної Америки 1929 року в Аргентині, де зіграв в трьох поєдинках, забив три м'ячі [4] і разом з командою здобув «срібло».

Також брав участь в чемпіонаті світу 1930 року в Уругваї де зазнав поразки 0:3 від США, а гру проти Бельгії пропустив.

## Титули і досягнення
- Срібний призер Чемпіонату Південної Америки: 1929
- Бронзовий призер Чемпіонату Південної Америки: 1925